# Vilatge de Suert
El Vilatge de Suert, origen de la vila del Pont de Suert, és un despoblat antic del terme del Pont de Suert, dins del seu terme antic, pertanyent a l'Alta Ribagorça. És a la dreta de la Noguera Ribagorçana, molt a prop del límit del terme municipal.
Està situat uns dos quilòmetres al sud de la vila, dalt d'un turó on hi ha una torre elèctrica, al davant mateix de la Depuradora del Pont de Suert. La seva instal·lació va destruir en part el vilatge. S'hi arriba a peu, en uns 5 minuts, des de la carretera N-230, dos quilòmetres abans d'arribar al Pont de Suert.
El lloc és documentat des del 955, quan els comtes de Ribagorça donaren la vila de Suverte i tots els seus habitants al monestir de Santa Maria de Lavaix, i apareix diverses vegades en documents posteriors. A partir del segle xii s'anà desenvolupant el barri del Pont, pertanyent a Suert, cosa que va suposar un progressiu abandonament de Suert i, alhora, el desenvolupament del Pont de Suert. El 1240 ja es troba documentat lo Pont de Suert, on el monestir de Lavaix va mantenir la juridicció fins a la fi de l'Antic règim.
Al vessant sud del turó hi ha les restes de fins a onze construccions rectangulars, estretes i allargassades, amb el mur sud que aprofita per fer de contenció i anivellar, i amb l'entrada a l'oest.
A la part més alta hi ha les restes d'una construcció defensiva, amb un vall construït a l'entorn, que insinua un nucli defensiu adaptat a l'orografia del terreny. Es tracta, sens dubte, del prou documentat castell de Suert, esmentat, entre altres dates, el 958 i el 978.
Proper al vilatge de Suert hi ha les restes d'un antic pont.